# غار دوشه

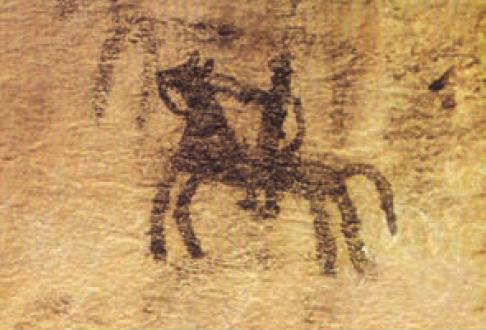
دیوارنگاری در غار دوشه، لرستان، حدود هزاره هشتم پیش از میلاد.

غار دُوشِه Dousheh غاری با قدمت بیش از ۸ هزار سال است که ۱۱۰ نقش و نقاشی به وسیله انسان‌های اولیه بر روی آن کشیده شده‌است. این غار در اطراف روستای کورشوراب علیا شهرستان چگنی در غرب استان لرستان واقع شده‌است. وجود این غار نشان می‌دهد که سابقه دیوارنگاری در ایران به دوران نوسنگی و حدود ۴۵۰۰ سال پیش از میلاد بازمی‌گردد.

## موقعیت
این غار در میانه کوهی در نزدیکی روستای کرشوراب(کورشوراب علیا یا حاجی علیشاه)، شهرستان دوره چگنی قرار گرفته و برای دسترسی به آن باید به صورت پیاده مسیر دسترسی از روستا تا غار را پیمود. مهمترین دلیل ماندگاری این نقوش دور ماندن غار از عوارض طبیعی است. ارتفاع سقف غار از کف ۵ متر، طول آن ۷۰ متر، عرض آن ۶ متر، دهانه آن نیز ۶ متر و بلندای دهانه ۳٬۷۰ متر است.